# Juan Sarmiento Soto
Juan Sarmiento Soto fue un ingeniero y político peruano. Se desempeñó como Ministro de Vivienda, Construcción y Saneamiento del Perú del 29 de septiembre de 2009 a 28 de julio del 2011 durante el segundo Gobierno de Alan García Pérez.

## Biografía
Es un ingeniero civil, con una amplia experiencia en el campo de la construcción, tanto en el sector público como en el privado. Dirigente aprista, fue director de Transportes y Comunicaciones de su partido, entre 2004 y 2007.
En el primer Gobierno de Alan García Pérez fue vicepresidente del directorio de la Autoridad Autónoma del Tren Eléctrico, así como viceministro de Vivienda y Construcción (1985-1990).
Al empezar el segundo gobierno de García, asumió como viceministro de Construcción y Saneamiento (2006-2011). Fue también miembro del Directorio de Sedapal y miembro permanente del Comité de Proinversión en saneamiento y proyectos del Estado. El 29 de septiembre de 2009 juró como Ministro de Vivienda, Construcción y Saneamiento, en reemplazo de Francis Allison, quien renunció tras ser involucrado con Business Track, empresa investigada por espionaje telefónico y vinculada al mayor escándalo de corrupción del gobierno aprista. Ha sido el último ministro de dicho sector en el gobierno aprista de 2006-2011.
| Predecesor: Francis Allison Oyague | Ministro de Vivienda, Construcción y Saneamiento del Perú 29 de septiembre de 2009 - 28 de julio de 2011 | Sucesor: René Cornejo Díaz |